# Canton de Draveil
Le canton de Draveil est une circonscription électorale française française située dans le département de l’Essonne et la région Île-de-France.
À la suite du redécoupage cantonal de 2014, les limites territoriales du canton sont remaniées. Le nombre de communes du canton passe de 1 à 4 + fraction Montgeron.

## Géographie

### Situation
| Type d’occupation           | Pourcentage | Superficie (en hectares) |
| --------------------------- | ----------- | ------------------------ |
| Espace urbain construit     | 35,1 %      | 559,25                   |
| Espace urbain non construit | 11,6 %      | 185,30                   |
| Espace rural                | 53,3 %      | 850,34                   |
| Source : Iaurif             |             |                          |

Le canton de Draveil est organisé autour de la commune de Draveil dans l’arrondissement d'Évry. Son altitude varie entre trente-deux mètres et quatre-vingt sept mètres à Draveil, pour une altitude moyenne de cinquante-cinq mètres.

## Historique
Le canton de Draveil a été créé le 1er janvier 1976 par décret ministériel du 25 novembre 1975 par démembrement du canton de Juvisy-sur-Orge.
Par décret du 24 février 2014, le nombre de cantons du département est divisé par deux, avec mise en application aux élections départementales de mars 2015. Le canton de Draveil est conservé et s'agrandit. Il passe de 1 à 4 + fraction Montgeron communes.

## Représentation

### Représentation avant 2015
| Période | Période | Identité                      | Étiquette     | Qualité |
| ------- | ------- | ----------------------------- | ------------- | --- |
| 1976    | 1979    | Marcel Thévenet               | DVD (ex-SFIO) | Conseiller municipal de Draveil |
| 1979    | 1998    | Jean Tournier-Lasserve        | DVD           | Ancien procureur au tribunal de Versailles Maire de Draveil (1965 → 1995) Président de l'Union des Maires de l'Essonne (1977 → 1995) |
| 1998    | 2011    | Geneviève Izard-Le Bourg      | DVD           | Pharmacienne Adjointe au maire de Draveil                                                                                            |
| 2011    | 2015    | Florence Fernandez de Ruidiaz | UMP           | Cadre de la Fonction publique territoriale Adjointe au maire de Draveil                                                              |

### Représentation depuis 2015
| Période élective | Période élective | Mandat | Mandat   | Identité                    | Nuance | Nuance | Qualité |
| ---------------- | ---------------- | ------ | -------- | --------------------------- | ------ | ------ | --- |
| 2015             | 2021             | 2015   | 2021     | Aurélie Gros,               |        | DVD    | 10e vice-présidente déléguée à la culture, au tourisme et à l'action extérieure Conseillère régionale (2015 → ) Maire du Coudray-Montceaux (2020 → ) Vice-présidente de la CA Grand Paris Sud (2020 → ) |
| 2015             | 2021             | 2015   | 2021     | Georges Tron                |        | LR     | Agent public des collectivités locales Député (1993 → 2010, 2011 → 2012) Maire de Draveil (1995 → 2021) Ancien Secrétaire d’État (2010 → 2011)                                                          |
| 2021             | 2028             | 2021   | en cours | Anne-Marie Jourdanneau-Fort |        | DVD    | Cadre Maire-adjointe de Draveil, Conseillère départementale déléguée au service essonnien du grand âge                                                                                                  |
| 2021             | 2028             | 2021   | en cours | Yann Pétel                  |        | DVD    | Gérant de portefeuilles Maire de Saint-Germain-lès-Corbeil (2014 → ) Vice-président de la CA Grand Paris Sud (2020 → ), Président délégué aux sports                                                    |

### Résultats détaillés

#### Avant 2015
Élections cantonales, résultats des deuxièmes tours :
- Élections cantonales de 1992 : 63,15 % pour Jean Tournier-Lasserve (DVD), 36,85 % pour Annick Fort (PS), 55,89 % de participation[7].
- Élections cantonales de 1998 : 52,01 % pour Geneviève Izard-Lebourg (DVD), 47,99 % pour Jean-Jacques Lejeune (PS), 52,65 % de participation[8].
- Élections cantonales de 2004 : 55,02 % pour Geneviève Izard-Lebourg (DVD), 44,98 % pour Yvonne Oizan-Chapon (PS), 66,74 % de participation[9].
- Élections cantonales de 2011 : 69,64 % pour Florence Fernandez de Ruidiaz (UMP), 30,36 % pour Denise Martin (FN), 42,72 % de participation[10].

#### Élections de mars 2015
À l'issue du 1er tour des élections départementales de 2015, deux binômes sont en ballottage : Aurélie Gros et Georges Tron (UMP, 37,68 %) et Sylvie Clerc et Patrice Sac (Union de la Gauche, 28,50 %). Le taux de participation est de 51,35 % (18 852 votants sur 36 714 inscrits) contre 47,42 % au niveau départemental et 50,17 % au niveau national.
Au second tour, Aurélie Gros et Georges Tron (UMP) sont élus avec 61,74 % des suffrages exprimés et un taux de participation de 48,53 % (10 071 voix pour 17 817 votants et 36 714 inscrits),.
Aurélie Gros a quitté LR. Georges Tron fait partie du groupe "Tenir nos engagements" (opposition).

#### Élections de juin 2021
Le premier tour des élections départementales de 2021 est marqué par un très faible taux de participation (33,26 % au niveau national). Dans le canton de Draveil, ce taux de participation est de 32,47 % (11 627 votants sur 35 813 inscrits) contre 30,18 % au niveau départemental. À l'issue de ce premier tour, deux binômes sont en ballottage : Anne-Marie Jourdanneau-Fort et Yann Pétel (Union à droite, 38,7 %) et Gregory Benoit et Geneviève Pezeu (Union à gauche avec des écologistes, 29,99 %).
Le second tour des élections est marqué une nouvelle fois par une abstention massive équivalente au premier tour. Les taux de participation sont de 34,36 % au niveau national, 32,47 % dans le département et 34,61 % dans le canton de Draveil. Anne-Marie Jourdanneau-Fort et Yann Pétel (Union à droite) sont élus avec 64,35 % des suffrages exprimés (7 560 voix pour 12 402 votants et 35 831 inscrits),,.

## Composition

### Composition avant 2015

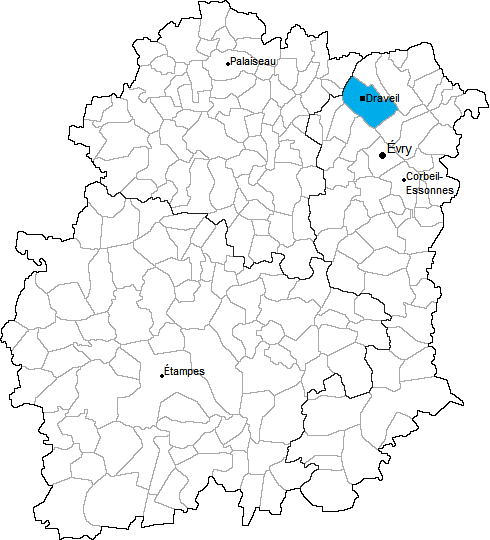
Situation du canton de Draveil dans le département de l'Essonne avant 2015

Le canton de Draveil comptait une commune.
| Nom                 | Code Insee | Codepostal | Superficie (km2) | Population (dernière pop. légale) | Densité (hab./km2) |
| ------------------- | ---------- | ---------- | ---------------- | --------------------------------- | ------------------ |
| Draveil (chef-lieu) | 91201      | 91210      | 15,75            | 29 063 (2012)                     | 1 845              |

### Composition depuis 2015
Le canton de Draveil comprend désormais quatre communes entières et une fraction de Montgeron.
| Nom                             | Code Insee | Intercommunalité             | Superficie (km2) | Population (dernière pop. légale)               | Densité (hab./km2) | Modifier                                    |
| ------------------------------- | ---------- | ---------------------------- | ---------------- | ----------------------------------------------- | ------------------ | ------------------------------------------- |
| Draveil (bureau centralisateur) | 91201      | CA Val d'Yerres Val de Seine | 15,75            | 29 824 (2022)                                   | 1 894              | modifier les données · modifier les données |
| Étiolles                        | 91225      | CA Grand Paris Sud           | 11,65            | 3 100 (2022)                                    | 266                | modifier les données · modifier les données |
| Montgeron                       | 91421      | CA Val d'Yerres Val de Seine | 11,22            | Fraction : 6 151 (2022) Commune : 23 890 (2022) | 2 129              | modifier les données · modifier les données |
| Saint-Germain-lès-Corbeil       | 91553      | CA Grand Paris Sud           | 4,93             | 7 471 (2022)                                    | 1 515              | modifier les données · modifier les données |
| Soisy-sur-Seine                 | 91600      | CA Grand Paris Sud           | 8,56             | 7 370 (2022)                                    | 861                | modifier les données · modifier les données |
| Canton de Draveil               | 9106       |                              |                  | 53 916 (2022)                                   |                    | modifier les données                        |

La fraction de la commune de Montgeron comprise dans le canton de Draveil est la partie située à l'ouest et au sud d'une ligne définie par l'axe des voies et limites suivantes : depuis la limite territoriale de la commune d'Yerres, avenue de la République (route départementale 50), rue des Bois, place de l'Europe, avenue de la Grange, avenue Charles-de-Gaulle, rue de Mainville, rue de la Croix-Saint-Marc, rue des Plantes, rue Édouard-Branly, rue de la Garenne, rue de la Belle-Aimée, chemin du Dessus-du-Luet jusqu'au n° 117, au droit du n° 117 du chemin du Dessus-du-Luet ligne droite jusqu'à la route nationale 6, route nationale 6, rue des Saules, rue des Jacinthes, jusqu'à la limite territoriale de la commune de Vigneux-sur-Seine.

## Démographie

### Démographie avant 2015

#### Évolution démographique
| 1975   | 1982   | 1990   | 1999   | 2006   | 2011   | 2012   |
| ------ | ------ | ------ | ------ | ------ | ------ | ------ |
| 28 602 | 26 543 | 27 867 | 28 093 | 28 736 | 28 646 | 29 063 |

#### Pyramide des âges
| Hommes | Classe d’âge | Femmes |
| ------ | ------------ | ------ |
| 0,3    | 90 ans ou +  | 1,6    |
| 6,6    | 75 à 89 ans  | 10,6   |
| 11,6   | 60 à 74 ans  | 11,9   |
| 21,0   | 45 à 59 ans  | 20,6   |
| 19,8   | 30 à 44 ans  | 19,6   |
| 19,3   | 15 à 29 ans  | 16,9   |
| 21,3   | 0 à 14 ans   | 18,8   |

| Hommes | Classe d’âge | Femmes |
| ------ | ------------ | ------ |
| 0,3    | 90 ans ou +  | 0,8    |
| 4,4    | 75 à 89 ans  | 6,7    |
| 11,3   | 60 à 74 ans  | 11,9   |
| 19,9   | 45 à 59 ans  | 20,0   |
| 21,9   | 30 à 44 ans  | 21,4   |
| 20,6   | 15 à 29 ans  | 19,2   |
| 21,7   | 0 à 14 ans   | 20,0   |

### Démographie depuis 2015
En 2022, le canton comptait 53 916 habitants, en évolution de +1,4 % par rapport à 2016 (Essonne : +2,89 %, France hors Mayotte : +2,11 %).
| 2013   | 2018   | 2022   |
| ------ | ------ | ------ |
| 52 280 | 52 812 | 53 916 |

## Économie

### Emplois, revenus et niveau de vie
| Répartition des emplois par catégories socioprofessionnelles en 2006. |              |                                           |                                                   |                            |                          |                           |
|                                                                       | Agriculteurs | Artisans, commerçants, chefs d’entreprise | Cadres et professions intellectuelles supérieures | Professions intermédiaires | Employés                 | Ouvriers                  |
| Canton de Draveil                                                     | 0,1 %        | 5,0 %                                     | 11,0 %                                            | 28,1 %                     | 39,6 %                   | 16,2 %                    |
| Département de l’Essonne                                              | 0,2 %        | 4,5 %                                     | 22,1 %                                            | 27,7 %                     | 27,6 %                   | 17,9 %                    |
| Moyenne nationale                                                     | 2,2 %        | 6,0 %                                     | 15,4 %                                            | 24,6 %                     | 28,7 %                   | 23,2 %                    |
| Répartition des emplois par secteurs d’activités en 2006.             |              |                                           |                                                   |                            |                          |                           |
|                                                                       | Agriculture  | Industrie                                 | Construction                                      | Commerce                   | Services aux entreprises | Services aux particuliers |
| Canton de Draveil                                                     | 0,3 %        | 7,5 %                                     | 5,3 %                                             | 9,7 %                      | 6,7 %                    | 6,0 %                     |
| Département de l’Essonne                                              | 0,8 %        | 11,5 %                                    | 6,1 %                                             | 15,4 %                     | 18,8 %                   | 6,4 %                     |
| Moyenne nationale                                                     | 3,5 %        | 15,2 %                                    | 6,4 %                                             | 13,3 %                     | 13,3 %                   | 7,6 %                     |
| Sources : Insee,                                                      |              |                                           |                                                   |                            |                          |                           |